# Nieciecz Włościańska
Nieciecz Włościańska – wieś sołecka w Polsce położona w województwie mazowieckim, w powiecie sokołowskim, w gminie Sabnie. Ma status sołectwa. Na jej terenie struga Nieciecz wpada do Cetynii. Mimo że Nieciecz-Dwór i Nieciecz Włościańska stanowią odrębne sołectwa to są one praktycznie jedną miejscowością.
W latach 1954–1959 wieś należała i była siedzibą władz gromady Nieciecz Włościańska, po jej zniesieniu w gromadzie Sabnie. W latach 1975–1998 miejscowość administracyjnie należała do województwa siedleckiego.
Z miejscowości wywodzi się ród Niecieckich.

## Położenie
Miejscowość znajduje się we wschodniej części województwa mazowieckiego, na Południowym Podlasiu, w północno-zachodniej części Wysoczyzny Siedleckiej. Leży w dolinie strugi Nieciecz, która przepływa przez miejscowość.

## Historia

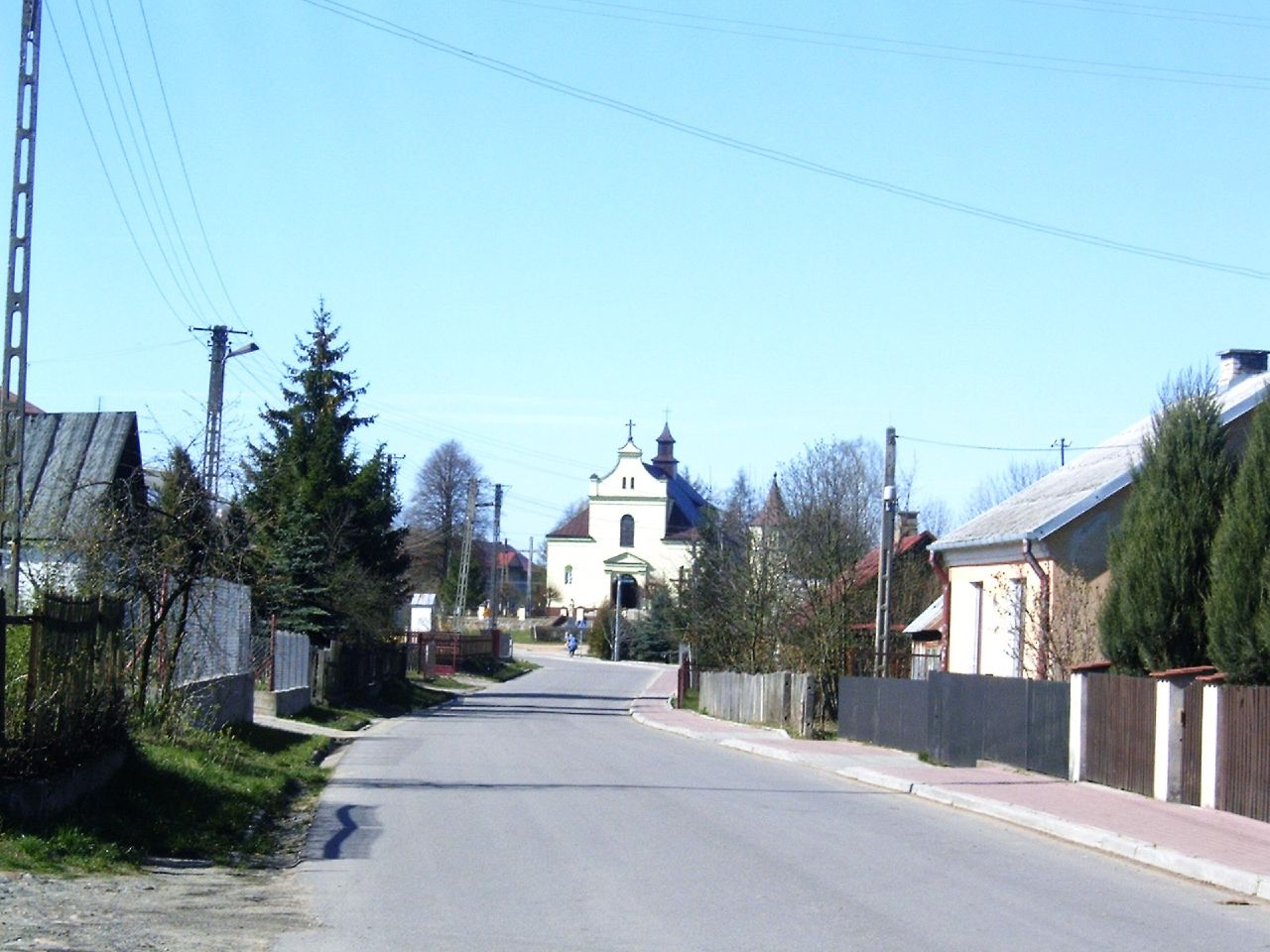
Nieciecz – główna ulica

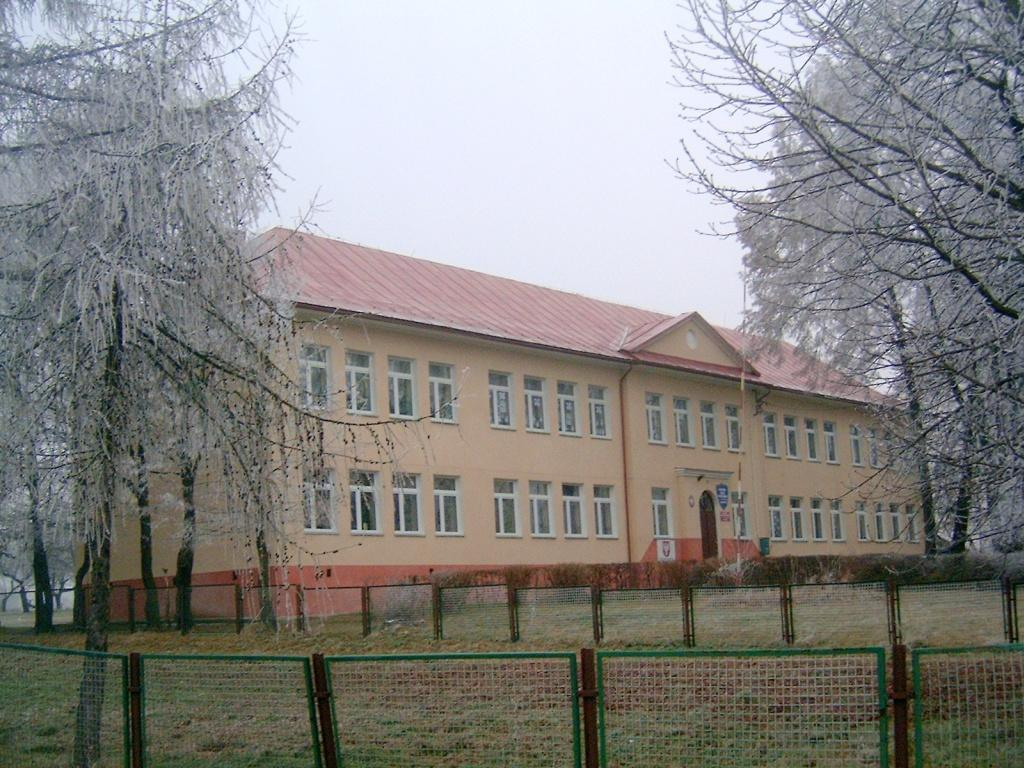
Szkoła Podstawowa im. Armii Krajowej

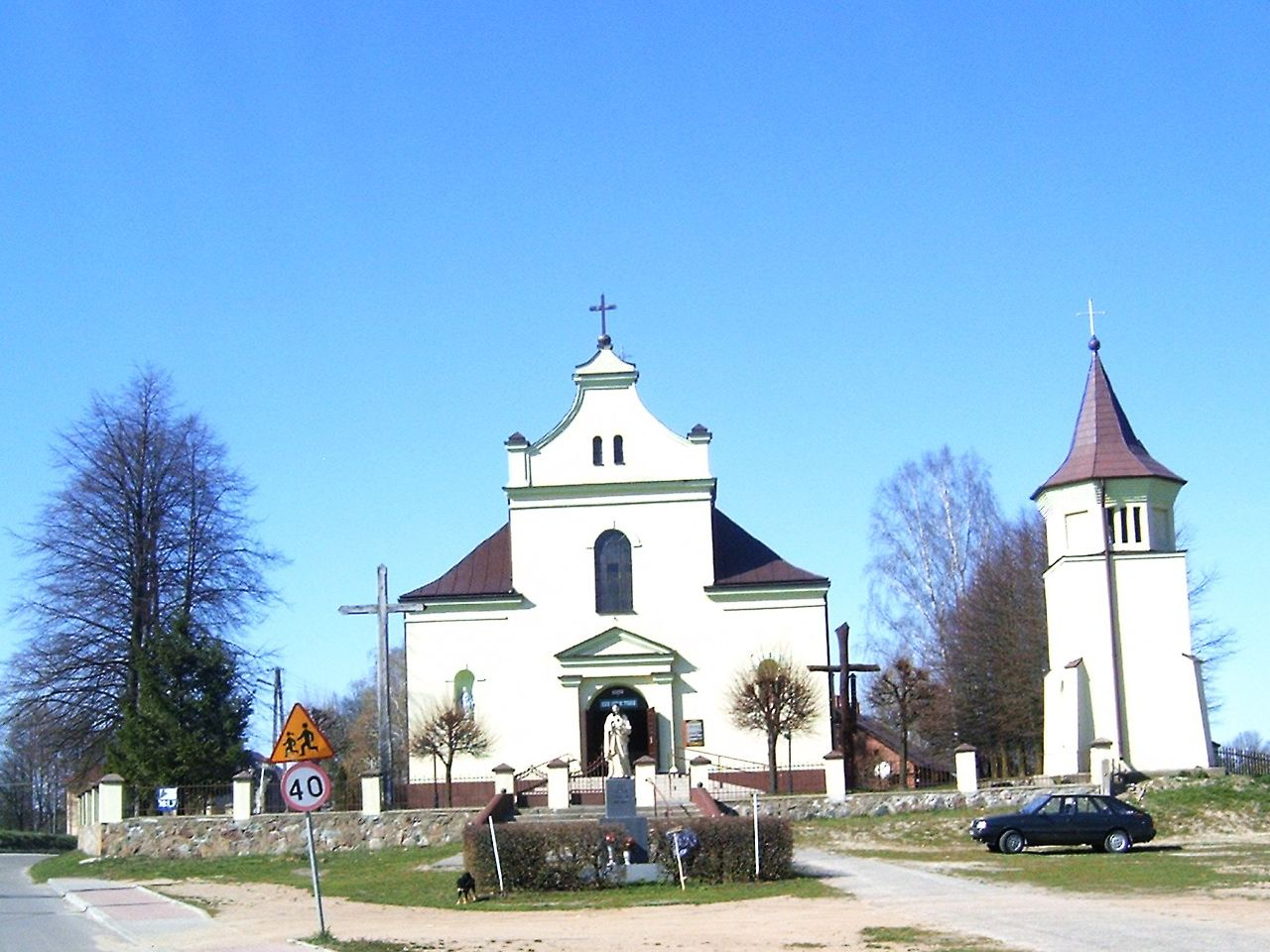
Kościół Niepokalanego Poczęcia Najświętszej Maryi Panny

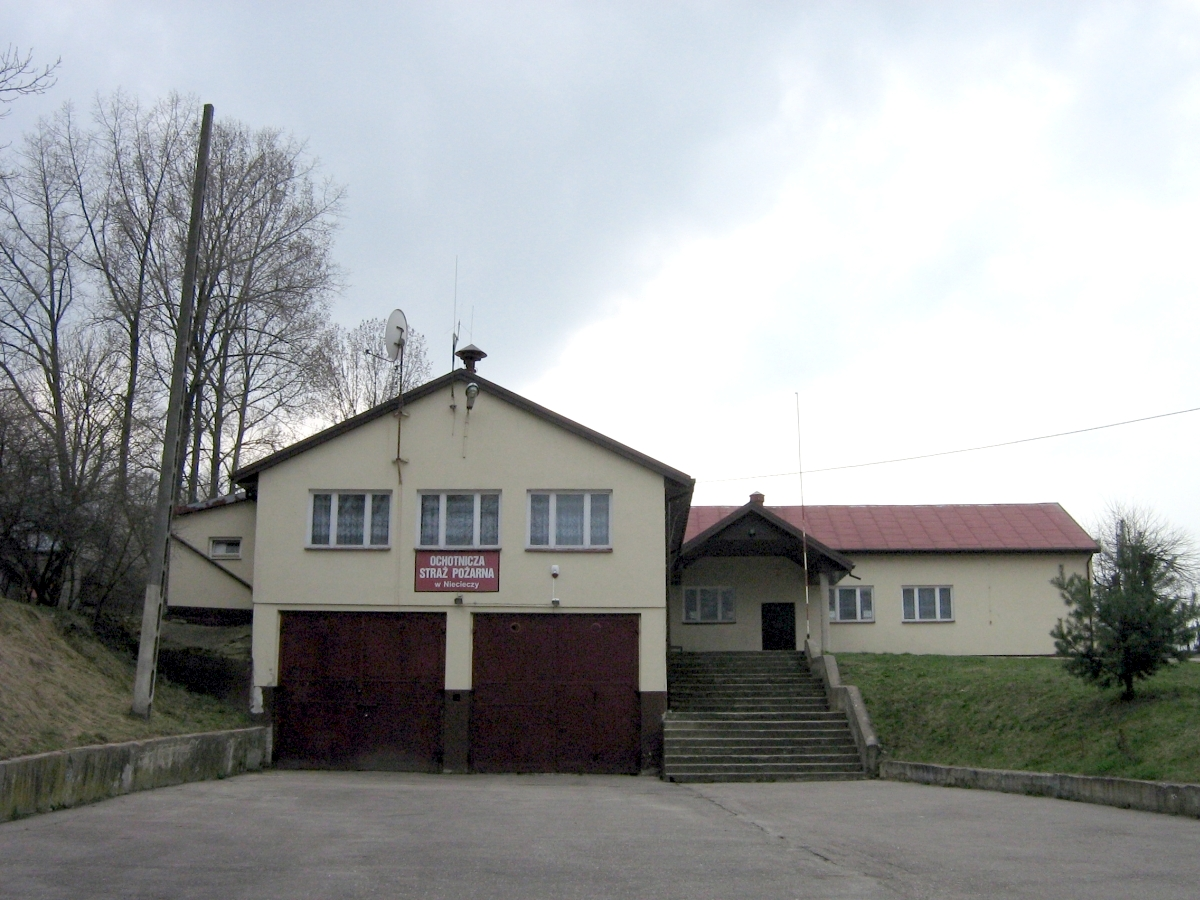
Remiza OSP w Niecieczy

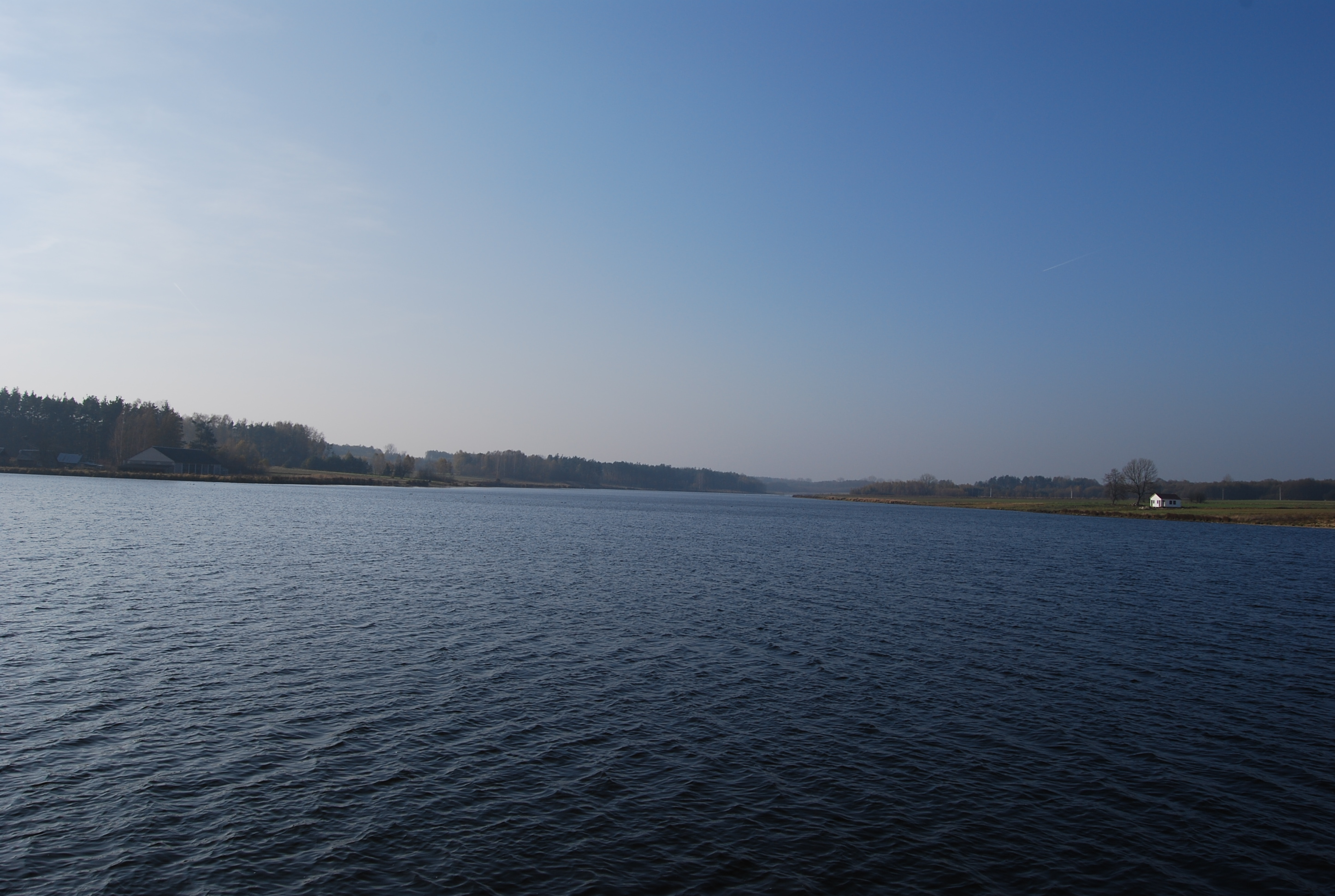
Widok na Zbiornik Niewiadoma z zapory

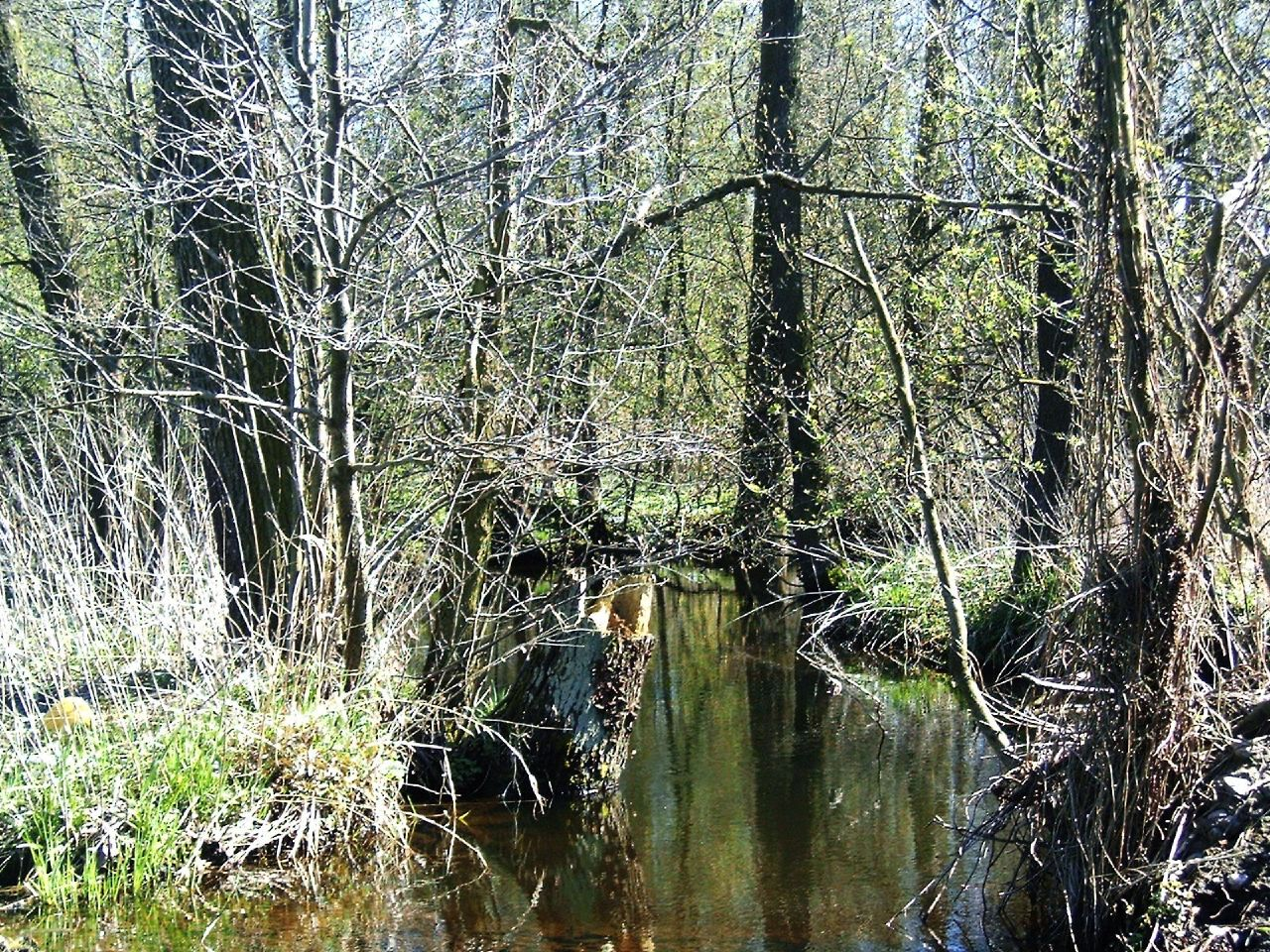
Struga płynąca przez Nieciecz

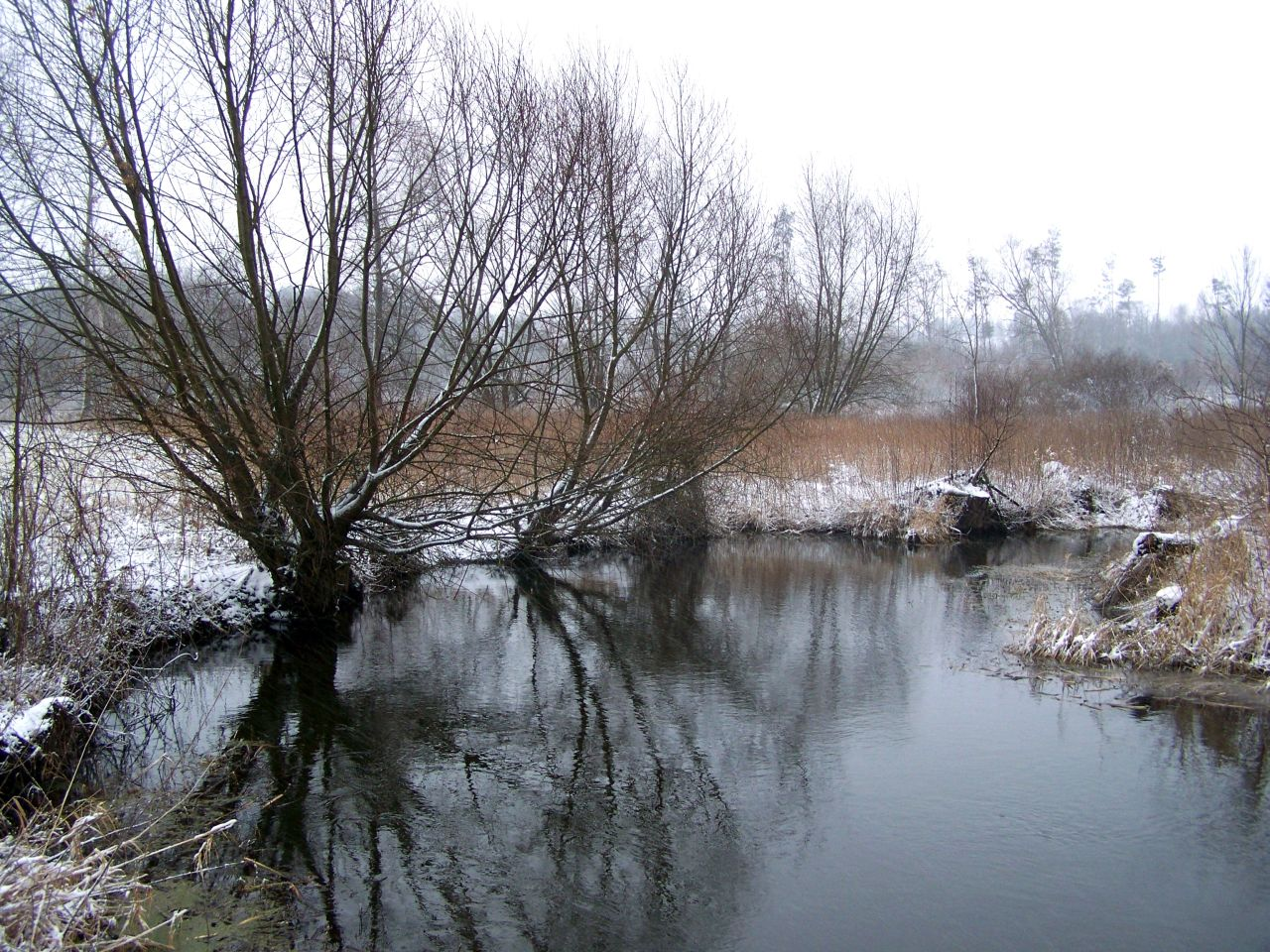
Rzeka Cetynia

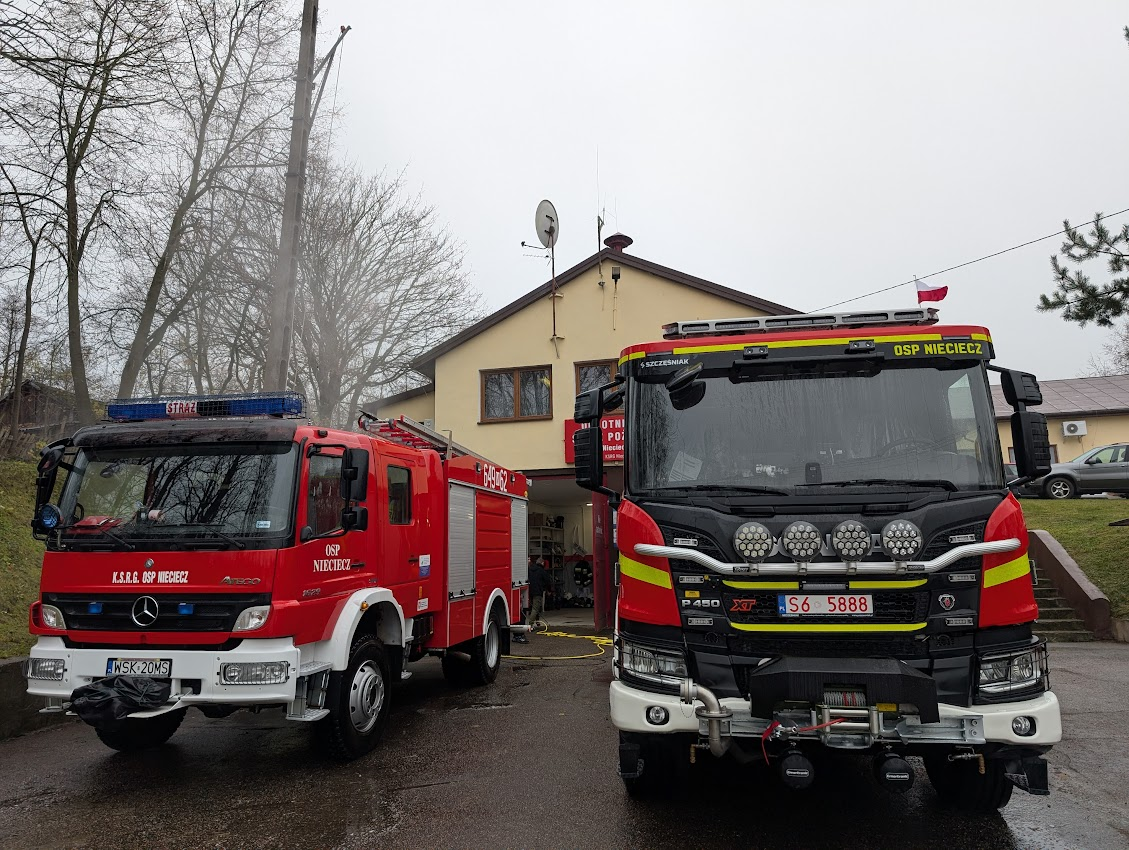
Ciężkie wozy gaśnicze OSP Nieciecz

Pierwotnie wieś nosiła nazwę Niecieca lub Nieciecza, która z czasem została zastąpiona przez określenie: Nieciecz Włościańska. Wieś, podobnie jak wiele miejscowości w okolicy, powstała w wyniku osadnictwa ludności Mazowsza. W 1424 roku ks. Grzegorz z Buczkowa (zm. ok. 1424), biskup włodzimierski (1400–1424) włączył ją do nowo utworzonej parafii w Sokołowie.
27 stycznia 1457 Stanisław Nieciecki, dziedzic na Niecieczy i Wirowie, ufundował pierwszy drewniany kościół pw. Niepokalanego Poczęcia Najświętszej Maryi Panny, św. Doroty Dziewicy i Męczennicy i św. Marcina Biskupa.
W roku 1470 ks. Marcin Krzeszowski herbu Gryf, biskup łucki (1468–1483), włączył do parafii Nieciecz wieś Bujały-Gniewosze. W roku 1525 Jan z Niecieczy dokonał zamiany pewnych dóbr z ks. Mikołajem miejscowym plebanem.
Do XVIII wieku właścicielami miejscowości była rodzina Niecieckich, herbu Poraj (Czasem błędnie podawany jest herb Gozdawa. Wynika to z podobieństwa Poraja do Gozdawy, szczególnie na odcisku pieczęci). Ród Niecieckich od zarania posługiwał się herbem Poraj, później rodziny: Bujalskich, Lisieckich (od 1770) i Łopuskich (od 1791). Drugi kościół został, staraniem Jana Dziekońskiego, regenta lubelskiego i miejscowego proboszcza ks. Jana Pacewicza, zbudowany w roku 1713. W 1847 roku proboszczem parafii został ksiądz Franciszek Tuszyński (1806–1875). W 1863 roku, razem z ówczesnym dziedzicem Niecieczy Władysławem Aleksandrem Rawiczem (1832–1963), rozpoczął starania o budowę nowej świątyni. Rząd carski uznał jednak, że postawienie nowego kościoła będzie szkodliwe dla prawosławia. Po śmierci księdza Tuszyńskiego zlikwidowano parafię, pretekstem był fakt, iż kościół groził zawaleniem, jednak faktycznie była to represja za udzielanie pomocy unitom.
W dwa lata po wydaniu edyktu tolerancyjnego z dnia 30 kwietnia 1905 roku, przystąpiono do budowy drewnianego kościoła kosztem dziedzica majątku Kupientyn – Adolfa Zambrzyckiego (1850–1928) i parafian. Budowę zakończono w 1910 roku. Adolf Zambrzycki ufundował również, stojącą do dziś plebanię murowaną.
Drewniany kościół spłonął z niewyjaśnionych dotąd przyczyn 19 maja 1950 roku. Obecnie stojący w Niecieczy, murowany kościół, zbudowano w latach 1950–1953, pod kierunkiem ks. Stanisława Sitniczuka (1907–2002), ówczesnego proboszcza (1943–1955), według projektu arch. Dominika Pawlikowskiego z Warszawy.
Na placu przykościelnym znajduje się dzwonnica, zbudowana w 1985 roku, staraniem ks. Stanisława Falkowskiego.
W latach pięćdziesiątych została zbudowana szkoła podstawowa, 3 maja 1997 nadano jej imię Armii Krajowej.
W latach dziewięćdziesiątych staraniem mieszkańców zbudowano nowoczesną remizę strażacką.

## Kościół i parafia
W Niecieczy znajduje się rzymskokatolicki kościół parafialny parafii Niepokalanego Poczęcia Najświętszej Maryi Panny w Niecieczy. Liczy ona sobie ponad 1300 wiernych. Należą do niej wsie: Nieciecz Włościańska, Nieciecz-Dwór, Bałki, Bujały-Gniewosze, Kupientyn-Kolonia, Niewiadoma, Wierzbice-Strupki i Wyrąb. Proboszczem od 15 lipca 1982 do 12 sierpnia 2013 był ks. kan. Stanisław Falkowski.

## Szkoła
- Szkoła Podstawowa im. Armii Krajowej

## Sport
- Drużyna piłkarska „Nieciecz” występująca w Powiatowej I Lidze Piłkarskich Siódemek.

## Ochotnicza Straż Pożarna
Jednostka Ochotniczej Straży Pożarnej została założona w Niecieczy w 1921 roku. Po trzech latach posiadała już drewnianą remizę, a po kolejnym roku ręczną sikawkę i beczkę na wozie konnym. Drewniany budynek służył do lat powojennych. W 1949 został wyremontowany i rozbudowany. Wkrótce jednostka otrzymała wóz konny. W latach 1955–1958 w czynie społecznym została wybudowana remiza murowana. Pierwszym samochodem OSP Nieciecz był Star 29. Pojawił on się w 1971 roku. W 1983 roku Nieciecz otrzymała Stara 244 GBA. W 1991 roku postanowiono wybudować nową remizę. Osiemdziesiąt procent kosztów ponieśli mieszkańcy. Jest to jeden z największych i najładniejszych obiektów tego typu w okolicy. Od 18 kwietnia 1997 jednostka należy do Krajowego systemu ratowniczo-gaśniczego. Prężnie działa. Jej drużyny odnoszą sukcesy w zawodach strażackich różnego szczebla. Posiada dwa wozy bojowe: zakupiony w 2000 roku ciężki wóz gaśniczy marki Jelcz i od 2009 roku ciężki wóz gaśniczy Mercedes Atego. W remizie znajduje się sala weselna, świetlica ze sprzętem RTV, stołami bilardowymi i tenisowymi oraz siłownia. Dawniej organizowano na niej popularne w całej okolicy dyskoteki.

## Gospodarka
- Tartak „Nieciecz”

## Zbiornik Niewiadoma
Na terenie wsi Nieciecz Włościańska, Niewiadoma, Kupientyn-Kolonia i Kupientyn na rzece Cetyni znajduje się Zbiornik Niewiadoma.

## Ludzie związani z miejscowością
- ks. Stanisław Falkowski (ur. 1938) ksiądz katolicki, proboszcz parafii Nieciecz Włościańska od 15 lipca 1982, działacz opozycji niepodległościowej w czasach PRL, odznaczony Krzyżem Oficerskim Orderu Odrodzenia Polski
- Lech Zakrzewski (ur. 1957) „bard Podlasia”, muzyk, poeta, kabareciarz, dziennikarz, społecznik, zamieszkały w Niecieczy Włościańskiej od 1986 roku